# 이단 (연출가)
이단은 대한민국의 텔레비전 드라마 연출감독이다.

## 드라마
- 2021년 ~ 2022년 SBS 월화 미니시리즈 《그 해 우리는》 ... 공동연출
- 2023년 SBS 금토 미니시리즈 《모범택시 시즌2》 ... 공동연출